# Željko Milinovič
Željko Milinovič (n. Liubliana, RFS Yugoslavia; 12 de octubre de 1969) es un futbolista esloveno que se desempeñaba como defensor.

## Clubes
| Club                  | País      | Año         |
| --------------------- | --------- | ----------- |
| ND Slovan             | Eslovenia | 1991        |
| NK Olimpija Ljubljana | Eslovenia | 1992 - 1994 |
| NK Ljubljana          | Eslovenia | 1994 - 1995 |
| NK Maribor            | Eslovenia | 1995 - 1998 |
| LASK Linz             | Austria   | 1998 - 2000 |
| Grazer AK             | Austria   | 2000 - 2001 |
| JEF United Chiba      | Japón     | 2001 - 2004 |
| LASK Linz             | Austria   | 2004 - 2006 |
| NK Olimpija Ljubljana | Eslovenia | 2006 - 2007 |